# Șcerbakî, Orihiv
Șcerbakî (în ucraineană Щербаки) este un sat în comuna Novoandriivka din raionul Orihiv, regiunea Zaporijjea, Ucraina.

## Demografie
Componența lingvistică a localității Șcerbakî
     Ucraineană (87,5%)
     Rusă (12,5%)
Conform recensământului din 2001, majoritatea populației localității Șcerbakî era vorbitoare de ucraineană (87,5%), existând în minoritate și vorbitori de rusă (12,5%).